# U-Bahnhof Höhenstraße
Höhenstraße ist ein Bahnhof der U-Bahn Frankfurt. Er liegt auf der B-Strecke und wird von der Linie U4 bedient. Der Bahnhof liegt im Stadtteil Nordend unter der Kreuzung der Berger Straße mit der Höhenstraße. Die Station wurde am 31. Mai 1980 eröffnet.

## Lage
Der Bahnhof Höhenstraße liegt auf der von der U4 befahrenen B-Strecke zwischen den Stationen Merianplatz und Bornheim Mitte. Er ist vom Stadtzentrum aus betrachtet der zweite Bahnhof der sogenannten Bornheimer Linie.

## Bauweise

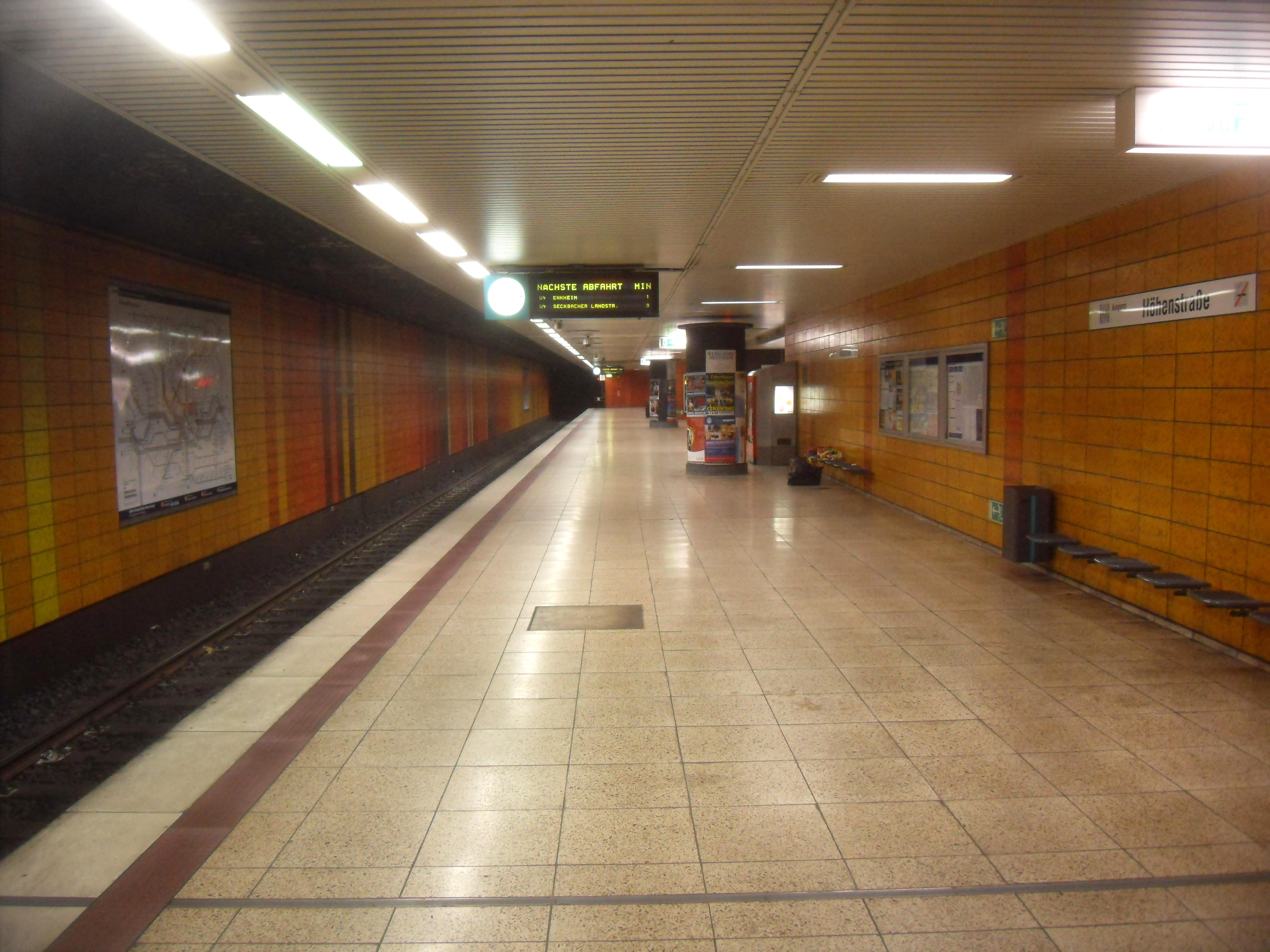
Bahnsteig der C-Ebene des U-Bahnhofs Höhenstraße in Richtung Seckbacher Landstraße

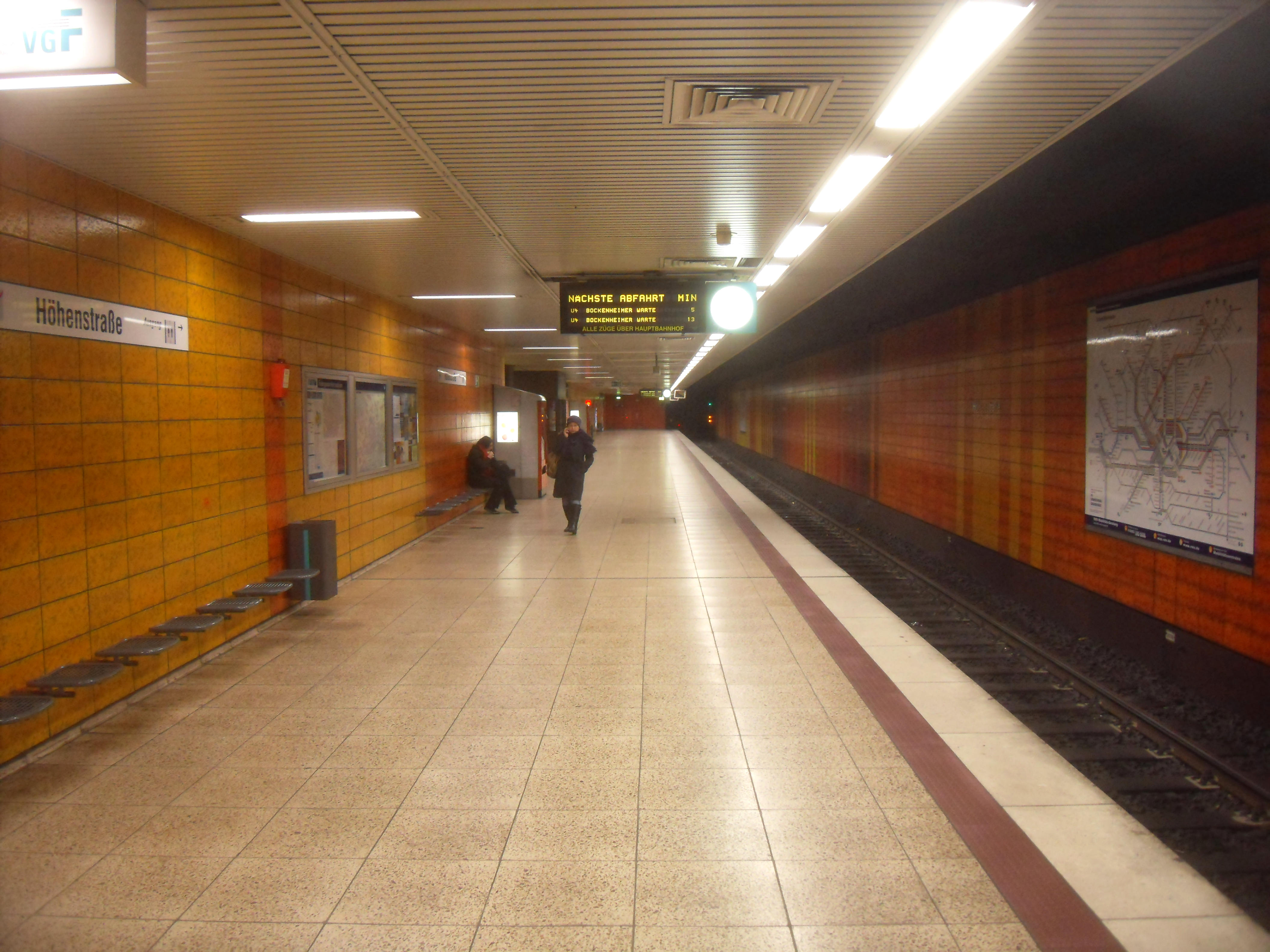
Bahnsteig der D-Ebene des U-Bahnhofs Höhenstraße in Richtung Bockenheimer Warte

Aufgrund der geringen Breite der Berger Straße (etwa 17 Meter) wurden die beiden jeweils eingleisigen Tunnelröhren der U-Bahn nicht neben-, sondern übereinander errichtet. Diese aufgrund der tiefen Baugrube und des anstehenden Grundwassers sehr aufwendige Bauweise wurde in Frankfurt an zwei Stellen angewandt, nämlich hier und in der ähnlich schmalen Leipziger Straße in Bockenheim.
Der Bahnhof besteht deswegen aus drei unterirdischen Ebenen:
- den für Frankfurter U-Bahnhöfe üblichen Zwischenebenen („B-Ebene“) direkt unterhalb des Straßenniveaus, wo sich unter anderem die Fahrkartenautomaten befinden. Solche Zwischenebenen befinden sich an beiden Zugängen.
- der eingleisigen, in Richtung Norden befahrenen, oberen Bahnsteigebene („C-Ebene“),
- der eingleisigen, in Richtung Süden befahrenen, unteren Bahnsteigebene („D-Ebene“).

Der Bahnhof wurde in  offener Bauweise  errichtet, d. h. in einer offenen, aber meist abgedeckten Baugrube, die anschließenden Streckentunnel in bergmännischer Bauweise (Neue Österreichische Tunnelbauweise).

## Architektur
Die Architektur des Bahnhofs ist relativ einfach gehalten und entspricht weitgehend der der anderen Bahnhöfe unter der Berger Straße. Die Entwürfe stammen von den Architektengemeinschaften Wolfgang Bartsch, Anselm Thürwächter und Hans Weber, die in Frankfurt v. a. für das Technische Rathaus bekannt sind, und Max Meid und Helmut Romeick (u. a. Parkhaus Hauptwache und Hochhaus Taunusanlage 11). In der Gestaltung fallen vor allem die in Orangetönen gehaltenen Keramikfliesen auf. Das Farbkonzept stammt von Friedrich Ernst von Garnier.

## Betrieb
| Linie | Verlauf | Takt |
| ----- | --- | --- |
| S4    | Bockenheimer Warte – Festhalle/Messe – Hauptbahnhof – Willy-Brandt-Platz – Dom/Römer – Konstablerwache – Merianplatz – Höhenstraße – Bornheim Mitte – Seckbacher Landstraße – Schäfflestraße – Gwinnerstraße – Kruppstraße – Hessen-Center – Enkheim | 7/8 min (Bock. Warte–Seckb. Landstr. werktags) 15 min (Seckb. Landstr.–Enkheim werktags) 10 min (Bock. Warte–Seckb. Landstr. so/feiertags) 20 min (Seckb. Landstr.–Enkheim so/feiertags) |